# Jaskinia Łokietka
Die Höhle Jaskinia Łokietka (deutsch: Höhle von Ladislaus Ellenlang) ist eine Schau- und Tropfsteinhöhle im Tal Dolina Sąspowska am Berg Góra Chełmowa im Massiv des Krakau-Tschenstochauer Juras (Nationalpark Ojców) in Polen.
Der Name rührt vom polnischen König Ladislaus Ellenlang, der sich Ende des 13. Jahrhunderts in der Höhle vor den Truppen von Wenzel von Böhmen versteckt haben soll. In der Vergangenheit wurde sie auch als Königshöhle bezeichnet.
Die Höhle liegt bei Ojców, ist ca. 320 Meter lang und hat eine Öffnung auf einer Höhe von ca. 453 m n.p.m.